# إريزار
إريزار (بالإسبانية: Irizar)‏

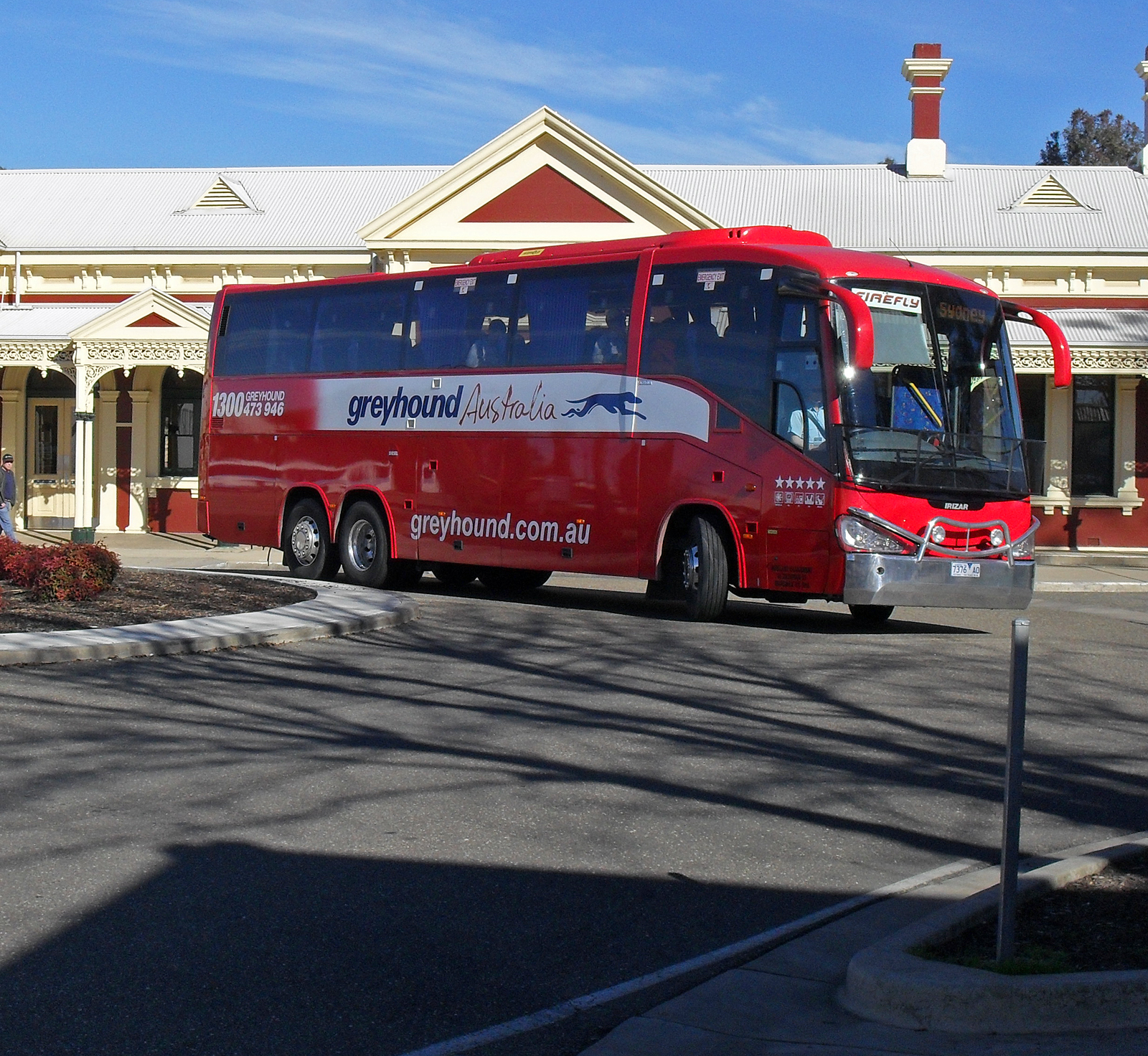
نموذج من منتجات إريزار

هي شركة إسبانية لتصنيع هياكل حافلات لنقل الركاب منها السياحية ومنها المصمم للمواصلات العامة. تعتمد هذه الشركة تحديدًا كل أنواع محركات مثل فولفو وسكانيا السويديتن و داف فيدل بس الهولنديت ومان و مرسيدس بنز الألمانيتن وإفيكوالإيطالية إلخ ... مقر الشركة والمصنع الأساسيان هو في إسبانيا لكنها بالمقابل تابعة لعده دول أوروبية. هذه الشركة تعد جديدة بالنسبة لباقي الشركات العالمية. تصميم حافلاتها يمتاز بالفخامة ودقه التصميم الجذاب. عانت شركة إريزار من مشاكل اقتصادية حادة في السنوات 1990 حتى 1994.
```
على العديد من الشركات الأخرى
```